# Wasilij Szukszyn
Wasilij Makarowicz Szukszyn (ros. Василий Макарович Шукшин; ur. 25 lipca 1929 w Srostkach, Rosyjska Federacyjna SRR, zm. 2 października 1974 w Kletskiej, Rosyjska Federacyjna SRR) – rosyjski pisarz, reżyser, scenarzysta i aktor filmowy okresu radzieckiego. Mąż aktorki Lidii Fiedosiejewej-Szukszyny.

## Utwory literackie
- Jest taki chłopiec, zbiór opowiadań – 1963 (wydanie polskie 1966)
- Rodzina Lubawinów, powieść – 1965 (wydanie polskie 1967)
- Przyszedłem dać wam wolność – 1971 (wydanie polskie 1982)
- Rozmowy przy jasnym księżycu, zbiór opowiadań – 1974 (wydanie polskie 1974)

## Filmografia

### reżyser i aktor
- 1972: Pogwarki (Печки-лавочки)
- 1973: Kalina czerwona (Калина красная)

### reżyser
- 1964: Jest taki chłopak (Живёт такой парень)
- 1965: Wasz syn i brat (Ваш сын и брат)
- 1969: Dziwni ludzie (Странные люди)

### aktor
- 1958: Cichy Don (Тихий Дон), reż. Siergiej Gierasimow
- 1958: Zabójcy (Убийцы), reż. Marika Beiku, Aleksandr Gordon, Andriej Tarkowski
- 1958: Bądź moim synem (Два Фёдора), reż. Marlen Chucyjew
- 1959: Złoty pociąg (Золотой эшелон), reż. Ilja Gurin
- 1960: Zwykła historia (Простая история), reż. Jurij Jegorow
- 1961: Alonka (Алёнка), reż. Boris Barnet
- 1961: Gdy drzewa były duże (Когда деревья были большими), reż. Lew Kulidżanow
- 1967: Dziennikarz (Журналист), reż. Siergiej Gierasimow
- 1967: Komisarz (Комиссар), reż. Aleksandr Askoldow
- 1968: Trzy dni Wiktora Czernyszewa (Три дня Виктора Чернышёва), reż. Mark Osepjan
- 1969: Nad jeziorem (У озера), reż. Siergiej Gierasimow
- 1970: Lubow Jarowaja, reż. Władimir Fietin
- 1971: Wyzwolenie (Освобождение, części 3, 4, 5), reż. Jurij Ozierow
- 1971: Dauria (Даурия), reż. Wiktor Triegubowicz
- 1971: Trzymaj się chmur (Держись за облака), reż. Péter Szász, Borys Grigoriew
- 1975: Proszę o głos (Прошу слова), reż. Gleb Panfiłow
- 1975: Oni walczyli za ojczyznę (Они сражались за Родину), reż. Siergiej Bondarczuk